# Choszczówko
Choszczówko (niem. do 1945 r. Neu Grünrade) – kolonia wsi Grzymiradz w Polsce, położona w województwie zachodniopomorskim, w powiecie myśliborskim, w gminie Dębno. Wraz ze wsią Grzymiradz i kolonią Klepin stanowi sołectwo Grzymiradz. 
W latach 1975–1998 kolonia administracyjnie należała do woj. gorzowskiego.
Według danych z 2015 r. kolonia liczyła 62 mieszkańców.

## Nazwa
Nazwa Neu Grünrade została nadana folwarkowi-zakładowi (niem. Etablissement) w 1863 r.

## Edukacja
Uczniowie uczęszczają do szkoły podstawowej oraz gimnazjum w Smolnicy.